# Tirà de les palmeres
El tirà de les palmeres (Tyrannopsis sulphurea) és un ocell de la família dels tirànids (Tyrannidae) i única espècie del gènere Tyrannopsis.
Habita boscos oberts i zones a prop de palmeres del gènere Mauritia, localment a les terres baixes des del sud-est de Colòmbia, sud i est de Veneçuela, Trinitat i Guaiana, cap al sud, a través de l'est de l'Equador i est del Perú fins al nord de Bolívia i nord del Brasil.